# Denise De Weerdt (actrice)
Denise De Weerdt (Mechelen, 4 juni 1928 – Antwerpen, 12 september 2020) was een Vlaamse actrice.

## Leven en werk
Kort na de Tweede Wereldoorlog studeerde De Weerdt af aan het Atheneum Pitzemburg in Mechelen waar zij het theater leerde kennen via Willy Vandermeulen. Na het Atheneum gingen zij verder studeren aan de Studio van het Nationaal Toneel, later Studio Herman Teirlinck in Antwerpen.
De Weerdt zal later meer dan twintig jaar doceren op Studio Herman Teirlinck. Zij stond er samen met Marina Candael en Alfons Goris aan de wieg van de studierichting Musical.
Nog voor ze afstudeerde werkte De Weerdt reeds bij de grote theatergezelschappen (KNS, KVS). In 1952 stichtte zij mee het "Theater op Zolder" te Antwerpen, waaruit later het Nederlands Kamertoneel ontstond. Ze was tevens actief in het cabaret/revue-gezelschap "De Cyrano" van Anton Peters. De Weerdt was ook te zien in talrijke zwart-witfilms zoals De Ordonnans en films van Edith Kiel. In 1960 ontving ze als laureate het sculptuur van de Theatronprijs voor beste actrice.
In het theaterseizoen 1964-1965 behoorde Denise De Weerdt met Nand Buyl, Gella Allaert en Bert Struys tot de allereerste Nederlandstalige cast van Edward Albees klassiek geworden Wie is bang voor Virginia Woolf?, toen zij de rol van Honey speelde in de KVS te Brussel.
In de Antwerpse theaters worden vooral haar creatie van Anne Frank en haar Eliza Doolittle in de originele Nederlandse productie van My Fair Lady herinnerd. Zij toerde ook door Vlaanderen met Jef Burm in de productie Allo Sjoe.
Na de geboorte van haar zoon in 1969 werkte De Weerdt vast bij het "Dramatisch gezelschap" van de BRT en verhuisde zij van Brussel naar Mechelen. Ze werkte in die periode ook mee aan talloze hoorspelen en was te horen in onder meer God Pomerantz (Ephraim Kishon - Jos Joos, 1973).
Op televisie werd De Weerdt vooral bekend door de rol van Nellie Dias die ze speelde in de televisieserie De Kat. Verder speelde ze onder andere Barbara in Axel Nort, Catho in De Paradijsvogels en is zij bekend als Madame Flour in Slisse & Cesar. Haar laatste optreden op televisie was een gastrol in 2002 in F.C. De Kampioenen als Moema Boma, de moeder van Balthazar Boma.
De Weerdt vertolkte meer dan 300 rollen op theater, in films en op televisie. Zij woonde in Antwerpen.
- MusicBrainz: 9ca83924-a0a3-4473-b158-e67969c152fc
- Virtual International Authority File: 10144813906817305909